# Loheland
La colonie de femmes Loheland est un projet féministe et éducatif, fondé en 1919 par Hedwig von Rohden (1890-1987) et Louise Langgaard sous le nom de Lohelandschule für Gymnastik, Landbau und Handwerk ( École d'éducation physique, d'agriculture et d'artisanat de Loheland ). Elle s'inscrit dans le mouvement de réforme moderniste européen comme un lieu d’accueil d’une nouvelle génération de femmes et un établissement d’enseignement. Les femmes y mènent une vie en communauté, très proche de la nature. Loheland est connu pour la méthode de Gymnastique Loheland (de) qui y est enseignée. La colonie est toujours en activité avec, désormais, une orientation anthroposophique.

## Historique

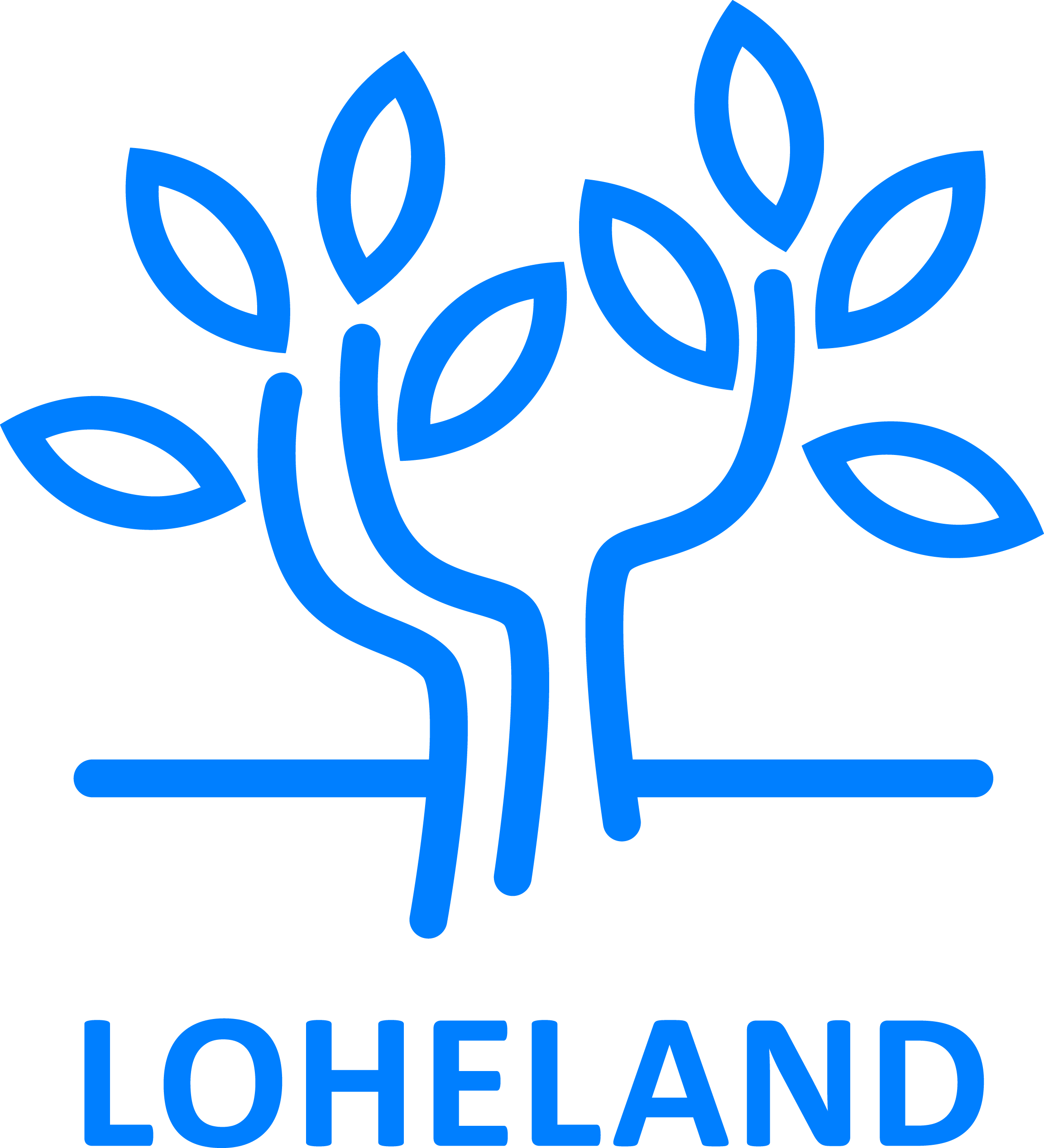
Logo de la Fondation Loheland

### Fondation et débuts
À la recherche d'un local approprié pour une école de gymnastique, Hedwig von Rohden (1890-1987) et Louise Langgaard (1883-1974) achètent une propriété en 1919 au pied de la Rhön, dans le Land de Hesse. Elles y fondent le Lohelandschule für Gymnastik, Landbau und Handwerk ( École d'éducation physique, d'agriculture et d'artisanat de Loheland ), comme comme lieu d’accueil d’une nouvelle génération de femmes  et établissement d’enseignement. Loheland fait partie des districts Dirlos (de) et Pilgerzell (de) de la commune de Künzell près de Fulda en Hesse et couvre 45 hectares de forêts et de terres arables,,.
Ce projet d'établissement et d'école féministe visionnaire, fondé à la même époque que le Bauhaus en 1919, est caractéristique des initiatives de réforme sociale du début du siècle et des idées d'avant-garde visant à développer un nouveau mode de vie. Selon une publicité de 1920, Loheland devait devenir le « lieu du destin du sexe féminin à venir »,,.  
C'est aussi l'époque durant laquelle le mouvement des femmes remporte des victoires importantes : leur accès aux études est facilité et elles commencent à investir le monde artistique. Les deux fondatrices sont rapidement considérées comme les pionnières d’un mouvement féminin moderne et avant-gardiste. Les femmes de Loheland s'affranchissent de la mode contraignante, portent des robes courtes, sans corset et coupent leurs cheveux,. 
S’appuyant sur la devise « La vie est mouvement – le mouvement est une forme vivante », les deux femmes créent une lieu où apprendre, travailler et vivre vont de pair. Si la gymnastique est au centre de l'enseignement à Loheland, il intègre également le jardinage, l'agriculture et l'artisanat,. Les pratiques artistiques et artisanales comprennent le tissage dès le début, la menuiserie à partir de 1920, le tournage sur bois à partir de 1924, la couture à partir de 1927 et la poterie à partir de 1931 ainsi que la vannerie et le travail du cuir. Les tissus aux motifs géométriques qu'elles fabriquent sont de qualité et n'ont rien à envier à ceux du Bauhaus. À la différence du Bauhaus, Loheland ne vise pas la production industrielle mais se concentre sur l'artisanat. 
L'atelier de photographie de Valerie Witzlsperer assure de son côté la documentation et démontre la modernité de Leholand. Bertha Günther y expérimente les photogrammes,.                       
Au début des années 1920, les femmes de Loheland connaissent le succès dans toute l'Allemagne grâce à leur danse expressionniste. Les spectacles  apportent la notoriété à l'école. La première représentation a lieu aux Kammerspiele de Munich et remporte un tel succès que des journalistes viennent visiter " l'île de la nouvelle féminité". Lors d'une tournée, en 1919, les membres de Loheland présentent leur danse sur des scènes de théâtre dans toute l'Allemagne. Elles transmettent une nouvelle image de la féminité. Les danseuses, parmi lesquelles, Eva Maria Deinhardt, Berta Müller, Bertha Günther et Edith Sutor, portent des costumes futuristes faits de ficelles de papier et de matériaux dorés scintillants. Après avoir vu leur prestation à Iéna, un critique .écrit « On faisait l'expérience du mysticisme, de la religion chaleureuse. Il n'était pas nécessaire d'avoir lu "Zarathoustra", mais seulement d'avoir vu les danses des femmes de Loheland, pour comprendre ce que voulait dire le regretté Nietzsche lorsqu'il affirmait qu'il ne pouvait croire qu'en un Dieu "qui sait danser. ». La destruction des costumes dans un incendie en 1923 met fin aux ateliers de danse qui laissent la place à d'autres formes d'expression artistique. Cependant la vraie raison est peut-être qu'Hedwig von Rohden et Louise Langgaard ne veulent pas que leurs principes de vie se résument à la danse,,,,. Certains costumes sont reconstitués par l'Académie des Beaux-Arts de Dresde pour l'exposition "Learning from Loheland" à Hambourg en 2023. Cette notoriété amène plusieurs journalistes et l'éditeur Eugen Diederich à faire le voyage jusqu'à Loheland. « J'avais l'impression d'être dans une colonie de disciples de Tolstoï dans le sud de la Russie, ou dans une communauté monastique. Elles avaient acheté 160 hectares de terre, de forêt, de champs et de prairies. [;;;] Tout cela était le corps d'une communauté qui devait développer les femmes en leur propre être. Les femmes se développent à travers les hommes, telle était mon objection. - Non, la libération des qualités inconscientes qui sommeillent chez les femmes se produit par le « mouvement, m'a-t-on répondu ». 
Le financement de l'école repose en partie sur la vente des pièces provenant des ateliers de poterie, de tissage et de tournage et les spectacles de danse. Les produits de la marque Loheland sont vendus dans les magasins de l'entreprise à Hambourg et à Berlin,. 
À la fin des années 1920, le site est progressivement agrandi par des achats de terrains et des constructions. En plus des logements pour les enseignantes et les étudiantes, des bâtiments scolaires, des ateliers et des bâtiments commerciaux sont construits. 

### Les années du nazisme
En 1933, l'arrivée au pouvoir des nazis, marque un tournant à Loheland. Les activités sont recentrées sur la randonnée, le chant et l'artisanat, en conformité avec les principes de la Ligue des jeunes filles allemandes (Bund Deutscher Mädel). Louise Langgaard préconise l'adaptation aux exigences du national-socialisme mais Hedwig Rohden s'y refuse et quitte la colonie pour n'y revenir que des décennies plus tard, après la mort de Louise Langgaard,.

### Après 1945
Après la Seconde Guerre mondiale, Loheland se tourne vers l'anthroposophie qui est désormais le centre de l'engagement de la colonie qui se développe plutôt comme institution d'éducation préscolaire et scolaire,. 
Au début des années 1960, 350 à 400 femmes, hommes et enfants vivent dans la communauté de Loheland. En 2020, le complexe comprend une quarantaine de bâtiments répartis sur une superficie de cinquante-quatre hectares.    
Sur le vaste terrain se trouvent un jardin d'enfants Waldorf, une école Rudolf Steiner, une exploitation  agricole bio-dynamique Demeter (de), une école d'assistants sociaux, les archives de la Fondation Loheland, un atelier de menuiserie, un centre de conférence, un café avec une boutique et des bâtiments résidentiels. Il est accessible au public,,.

## La gymnastique Loheland
À l’automne 1912, Hedwig von Rohden et Louise Langgaard travaillent à la mise au point d’une gymnastique qui unisse le corps et l'esprit et permette à la personne d'exprimer sa personnalité par des mouvements harmonieux. La gymnastique est la base générale de toute autre éducation et formation, pratique, scientifique et artistique
Elles jettent les bases de la Gymnastique Loheland (de), dont le but  est l’entraînement général et uniforme du corps. La gymnastique Loheland devrait renforcer le contrôle du corps, avoir un effet éducatif et des propriétés curatives. La personne qui s'entraîne apprend de nouvelles compétences, découvre de nouvelles qualités de mouvement et aiguise ses sens Jusqu'en 2009, une formation à cette gymnastique est organisée à Loheland pour former des professeures diplômées et reconnues par l'État.

## Paysage et bâtiments
L'habitat dispersé de Loheland s'intègre bien dans le paysage. Le domaine est entretenu en biodynamie depuis 1927. 
Bien que construits à l'époque du Bauhaus, les bâtiments s'insèrent plutôt dans l'architecture traditionnelle locale avec des toits en pente, des parements de bois, des murs en pierre naturelle et des charpentes à colombages. Beaucoup d'entre eux ont été conçus par Louise Langgaard elle-même et chacun a son caractère particulier. L'ensemble est classé monument historique,.

### Principaux bâtiments de Leholand.
- Maison en bois (de) :  construite en 1919 comme résidence d'urgence avec 17 petites chambres pour les professeurs de gymnastique. Elle abrite également la cuisine centrale[7].

- Bâtiment rond (de) : Le bâtiment rond en grès est en grande partie conçu par Louise Langgaard et construit en 1920 comme salle de classe pour les étudiants en gymnastique. Dix ans plus tard, il devient la salle à manger de la communauté de Loheland. Les architectes Gretel Norkauer (de) et Kurt Wehlte (de) en ont dessiné les plans. L'extension en bois colorée ajoutée dans les années 1980 et est par la suite utilisée comme jardin d'enfants Waldorf[7].

- Bâtiment Kurts (de) : En 1921, Kurt Wehlte construit sa maison-atelier d'une seule pièce avec un toit en appentis, probablement à partir des restes de grès du bâtiment rond, un peu à l'écart de la cité Loheland. Après le départ de l'architecte, le bâtiment Kurts devient une maison de musique, puis une maison forestière. Le bâtiment est agrandi dans les années 1960[7].

- Eulenturm (de) : En 1923, une tour avec un toit en forme de champignon est construite selon les plans de l'architecte Hermann Mahr (de). La tour doit son nom à une chouette qui y vivait[7].

- Hangar en bois (de) : Les plans du hangar en bois avec poulailler et aires de stationnement pour wagons, construit en 1923, proviennent également de Hermann Mahr[7].

- Bâtiment Franziskus (de) : Sur la base d'une idée de Louise Langgaard, le bâtiment du cabinet d'architectes hambourgeois Walter Baedeker (de) est commencé en 1924 et agrandi en 1982. Il rappelle des exemples d'architecture ecclésiastique avec son toit voûté en pierre naturelle[14].
- Maison en pierre (de) : Construite en 1924/1925 selon un projet de Louise Langgaard avec un plan d'étage circulaire. Sa forme avec le couronnement sculptural du toit a probablement été inspirée à l'origine par les bâtiments de l'architecte hongrois Ende Toroczkai Vigand[16].  À l'origine, la maison en pierre était destinée à servir de « maison de garde » pour marquer l'entrée de la colonie, mais elle a en fait été utilisée comme bâtiment résidentiel[7].
- Maison Eva (de) : Le bâtiment à pignon pointu est construit en 1924/25 en grès selon les plans du cabinet d'architectes hambourgeois Walter Baedeker. Il est rénové en 2016, conformément aux normes de protection des monuments et le mobilier d'origine y est encore conservé. Le bâtiment doit son nom à la danseuse Eva Maria Deinhardt (de)1896–1977), qui l'a cofinancé et y a vécu pendant de nombreuses années. La maison est considérée comme un exemple d'œuvre d'art total[14].
- Waggonia (de) : ce bâtiment de 1927 se compose de quatre wagons de chemin de fer, mis au rebut et offerts par la Reichsbahn prussienne, assemblés pour former une structure en U avec un revêtement en bois. L'intérieur, avec des plafonds voûtés et des armoires murales, a conservé son caractère de wagon. Il abrite l'atelier de photographie, connu sous le nom de « Lichtbildwerkstatt Loheland (de)», l'atelier de couture, l'atelier de cuir et la salle de raccommodage ainsi que deux petites chambres d'étudiants[17],[18],[14].
- Kanzlei (de) : En 1926, la maison partiellement préfabriquée aux volets jaunes est construite par l'entreprise Lohmüller de Güsten/Anhalt. Il abrite l'administration, un bureau de poste et une salle de vente des ateliers Loheland[7].

## Expositions
- 2019: Loheland 100. Gelebte Visionen für eine neue Welt, Musée Vonderau, Fulda[8]
- 2023, l'exposition Learning from Loheland au Musée des Arts et Métiers de Hambourg[13]

- 2024-2025 : Here we are - Women in Design 1900-Today, Design Museum Brussels, met en lumière l'importance de Loheland dans le mouvement du design et présente les œuvres de plusieurs élèves[19].

## Galerie

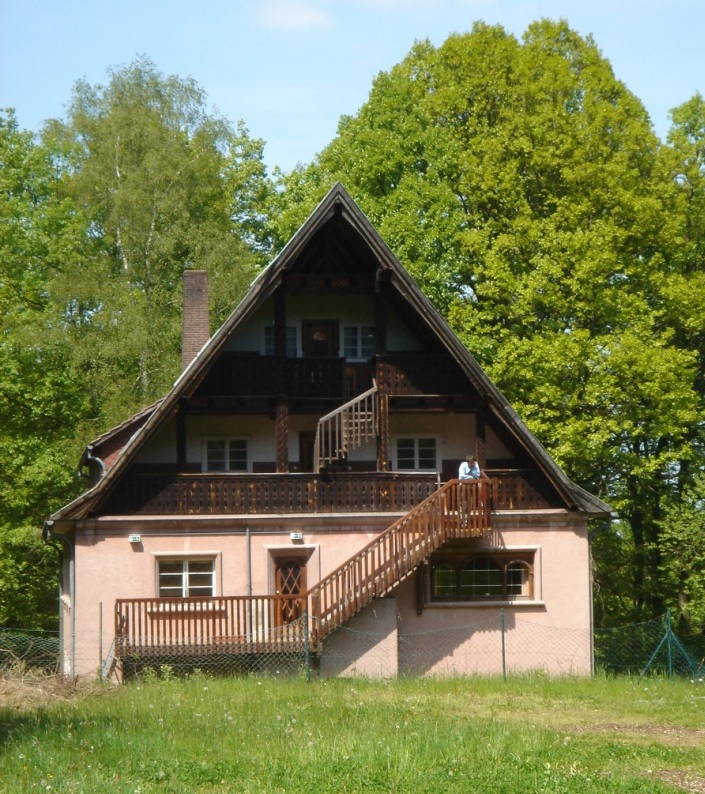
Giebelhaus (Académie Loheland)
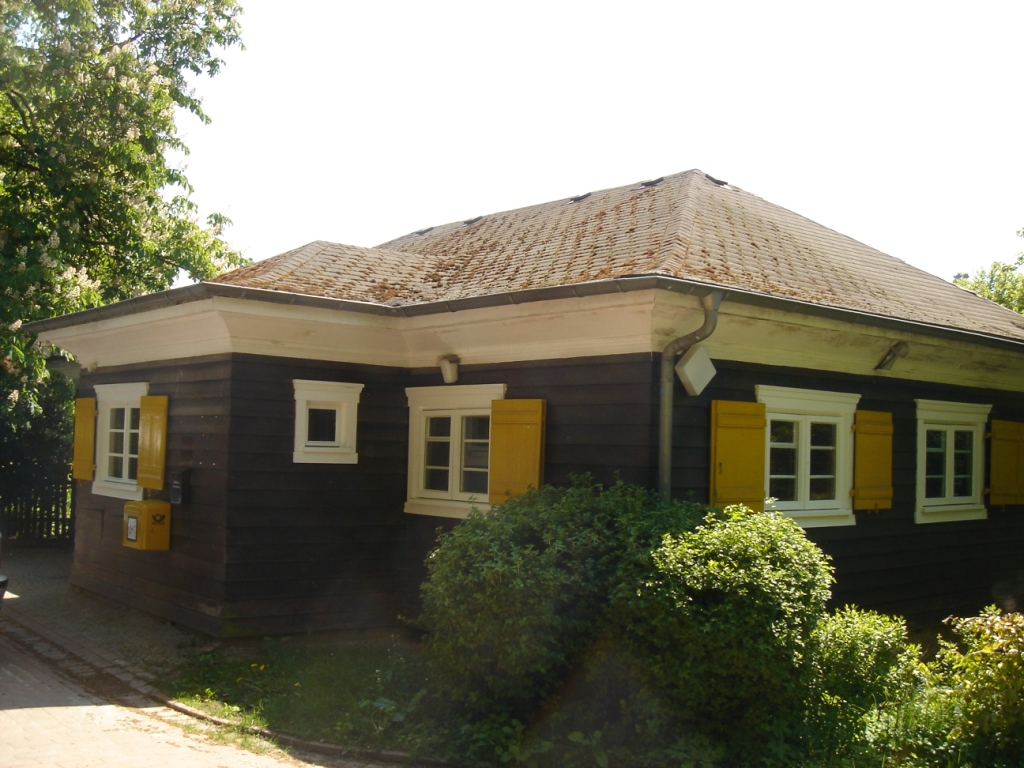
Ancienne Poste
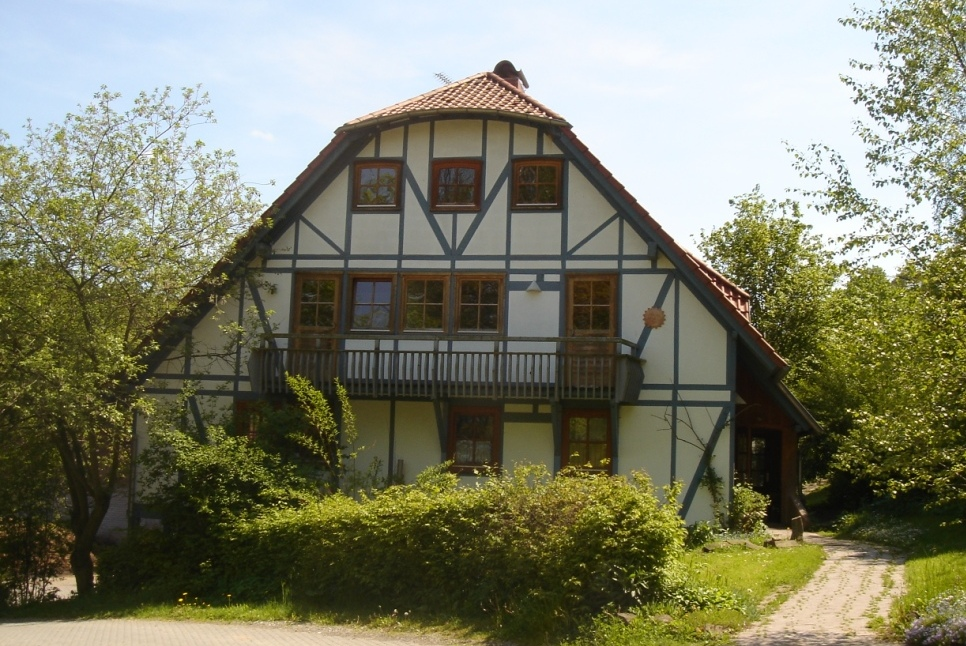
ferme
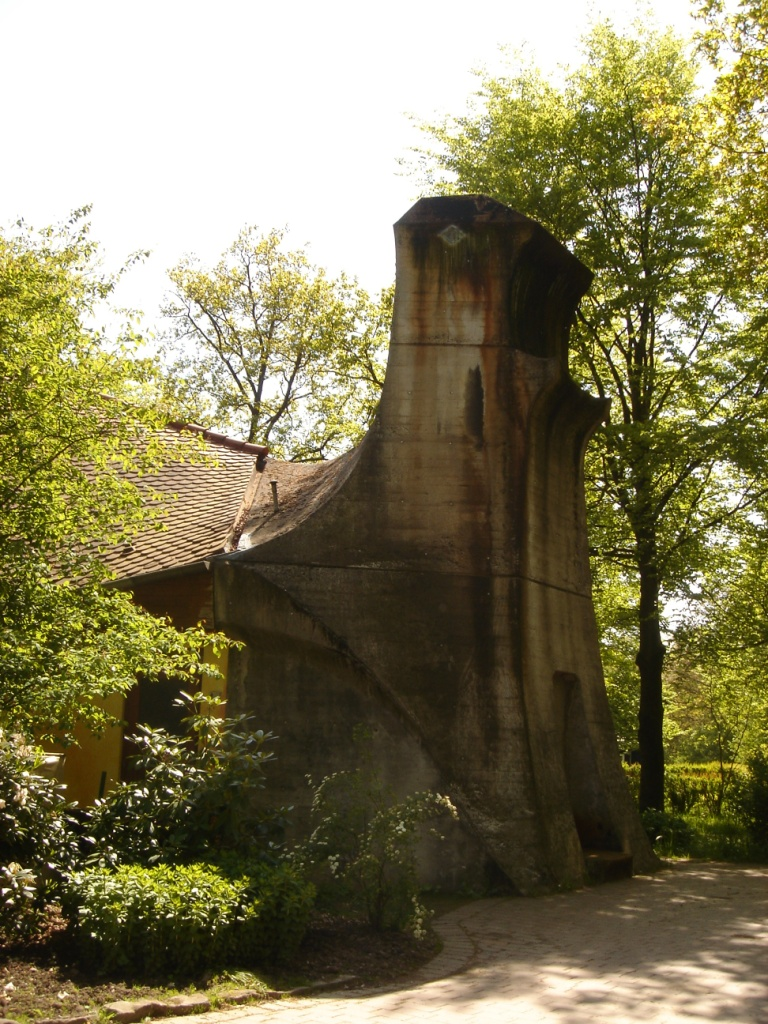
chauffage central au bois

## Femmes célèbres de Loheland
- Louise Langgaard (1883–1974), cofondatrice
- Hedwig von Rohden (1890–1987), cofondatrice
- Eva Maria Deinhardt, danseuse
- Bertha Günther (1894–1975), danseuse et professeur d’eurythmie ; connue pour ses photogrammes
- Valerie Wizlsperger (de)r (1890–1975), directrice générale de l'école Loheland de 1939 jusqu'en 1971 au moins